# Amanipodagrion gilliesi
Amanipodagrion gilliesi (лат.) — вид крупных стрекоз из монотипических рода Amanipodagrion и семейства Amanipodagrionidae (ранее в Megapodagrionidae). Включён в международную Красную книгу МСОП.
Этот вид известен как плоскокрыл Амани (Amani).
У него тонкое темное брюшко с белым кончиком, а у самцов темная полоса на крыльях. Это насекомое является эндемиком 500-метрового участка ручья в лесном резервате Амани-Сиги в восточной части гор Усамбара в Танзании. Из-за небольшой площади расселения и продолжающегося уничтожения горных лесов в этом районе Международный союз охраны природы оценил статус сохранения этого вида как «находящийся на грани полного исчезновения». Включён в список 100 самых угрожаемых видов.

## Распространение и экология
Африка: лес Амани-Сиги в восточной части горного массива Усамбара на востоке Танзании, Восточная Африка. Взрослые стрекозы встречаются вдоль чистых, быстротекущих ручьёв, сильно затененных сомкнутым пологом растительности. Его естественная среда обитания — субтропические или тропические влажные низинные леса и реки.

## Описание
Крупный вид стрекоз (заднее крыло 32—34 мм), имеет длинное, чрезвычайно тонкое брюшко (длина 39 мм) тёмного цвета с заметным белым кончиком. Его крылья заметно уже у основания, чем на кончиках, а у самцов есть широкая коричневая полоса рядом с кончиками крыльев. Крылья с двумя жилками Ax и без вставочных жилок дистально в радиальных полях; arculus примерно на двух третях расстояния между основанием крыла и узлом; четырехугольник без поперечных жилок; R4 берёт начало в одной ячейке проксимальнее субузла, а IR3 — в субузле; имеется проксимальная дополнительная поперечная жилка между срединной жилкой и R4; широкие коричневые полосы примерно посередине крыльев, несколько ближе к узлу, чем к большой птеростигме (2 мм). Взрослые особи в покое находятся с широко расправленными крыльями и длинным свисающим брюшком. Грудь и брюшко в основном чёрные, с ограниченными тускло-желтыми отметинами, без металлического блеска или ярких цветов, но дорзум 8-10-х сегментов брюшка у взрослых самцов покрыта белым налетом. Нимфа неизвестна.

## Охранный статус
Amanipodagrion gilliesi в настоящее время находится под угрозой исчезновения из-за разрушения и деградации среды его обитания. Низинные леса Восточной Африки почти полностью уничтожены, в основном для преобразования в сельскохозяйственные угодья. Несколько оставшихся лесов гор восточного Усамбара, где водится этот вид, находятся под значительным давлением. Основная жизнеспособная субпопуляция Amanipodagrion gilliesi находится в относительной безопасности в лесном резервате Амани-Сиги (Amani-Sigi Forest Reserve), любые другие субпопуляции поблизости либо уже вымерли, либо, возможно, находятся на грани исчезновения в результате вторжения человека, вырубки лесов и загрязнения воды. Кроме того, охраняемая популяция плоскокрылки Амани ведет относительно рискованное существование, насчитывая менее 250 взрослых особей.
Ручей, вокруг которого живёт единственная оставшаяся жизнеспособная популяция, охраняется лесным резерватом Амани-Сиги в заповеднике Восточная Усамбара и поэтому относительно безопасен lzk его обитателей. Однако, любые изменения в этом ручье могут привести к вымирание Amanipodagrion gilliesi. Было высказано мнение, что срочно необходимо обширное обследование всей территории, чтобы определить местонахождение любых оставшихся популяций. Этот вид очень близок к вымиранию. Стрекозы плохо выживают в неволе.
В 2012 году Amanipodagrion gilliesi включён в список 100 самых угрожаемых видов. (англ. The world's 100 most threatened species) — перечень из сотни наиболее уязвимых представителей мировой флоры и фауны, который был подготовлен Комиссией по выживанию видов IUCN (англ. International Union for Conservation of Nature Species Survival Commission, IUCN SSC) при сотрудничестве с зоологическим сообществом Лондона, которое в том же году опубликовало его в виде книги под названием «Priceless or Worthless?» (рус. Бесценные или бесполезные?).

## Систематика
Вид был впервые описан в 1962 году британским и южноафриканским энтомологом Elliot Pinhey по типовому материалу из Танзании. И до 2003 года он был известен только по четырём самцам, собранным в 1959 и 1962 годах в горах Усамбара. Таксономическая позиция дискутируется. Amanipodagrion gilliesi либо включают в состав надсемейства Calopterygoidea в качестве Incertae sedis, либо в Megapodagrionidae.
В 2021 году в результате молекулярно-филогенетических исследований его выделили в отдельное семейство Amanipodagrionidae Dijkstra & Ware, 2021, образующее кладу с Megapodagrionidae.

## Этимология
Видовое название A. gilliesi дано в честь Dr M. T. Gillies, собравшего типовую серию в Танзании в 1959 году.